# Georg Brintrup
Georg Brintrup (Münster, 25 ottobre 1950) è un regista, sceneggiatore e produttore cinematografico tedesco con cittadinanza italiana, dal 2015.
Le sue opere più note sono caratterizzate dallo stile dell’essay cinematografico su temi musicali e letterari, film che fondono il contenuto documentaristico con quello della fiction e del film sperimentale. Lavora soprattutto in Italia, in Brasile, ma anche in Germania e negli Stati Uniti.

## Biografia
Già verso la fine degli anni sessanta, ancor prima di iniziare gli studi di pubblicistica, filologia romanza e storia dell'arte all'Università di Münster (in Vestfalia), Brintrup gira film underground. Alcuni di questi vennero poi proiettati nell'ambito di produzioni del teatro comunale della città di Münster.
Dal 1973 studia Film e Scienze della comunicazione all'I.S.O.P. (Istituto di Scienze e Tecniche dell'Opinione Pubblica) di Roma, laureandosi con una tesi su Letteratura e Film. L'elaborato conteneva il cortometraggio Meine Wunder (I miei miracoli), successivamente proiettato al Festival del cortometraggio di Oberhausen nel 1978. Nel 1975/76, impressionato dagli "anni di piombo" che scuotevano la Germania, gira il suo primo lungometraggio Regola di gioco per un film sugli anabattisti (Spielregel für einen Wiedertäuferfilm). Il film ha come tema un binomio ricorrente nella storia: la repressione di un pensiero porta al radicalismo e l'isolamento dello spirito conduce al fanatismo, alla follia. Il film fu proiettato nel 1977 al Film Festival Internazionale di Rotterdam, al 27º Festival internazionale del cinema di Berlino e alla XIII Mostra internazionale del Nuovo Cinema di Pesaro.
Nel 1978 ha scritto il suo primo "film acustico" per il Südwestfunk, l'emittente pubblica regionale tedesca della Renania-Palatinato e del Baden-Württemberg meridionale. Questo tipo di radiodramma, della durata massima di circa due ore, fu ideato da Max Ophüls negli anni ‘50 ed è caratterizzato da un uso equivalente di suoni, rumori, musica e lingua. In totale Brintrup ha scritto trenta "film acustici" sia per il SWF che per altre emittenti pubbliche in Germania.
Nel 1979 ha girato il suo primo film per la televisione: Io sistemo le cose (titolo originale: Ich räume auf), nel quale la poetessa espressionista tedesca Else Lasker-Schüler accusa i suoi editori di approfittarsi dei suoi tesori intimi più preziosi. Il film tratta il tema dello sfruttamento e della corruzione della produzione artistica.

Nel 1985 Brintrup gira il suo primo film musicale Poemi asolani, ispirato alla vita e all'arte del compositore italiano Gian Francesco Malipiero. Il film fu definito un "musical non vocale", nel quale i rumori, che sono alla base delle composizioni di Malipiero, assumono lo stesso valore della musica 
. Negli anni '90 Brintrup continua a sviluppare la formula espressiva dell'essay musicale. L'immagine, i gesti degli attori, la lingua, la musica e i rumori hanno il medesimo valore, analogamente a quanto già sperimentato nei "film acustici". Questa tecnica espressiva lo distingue da altri autori di essay cinematografici per la presenza nelle sue opere di "occhi musicali" e "orecchi che vedono". 

Negli anni novanta ha girato un'ampia trilogia musicale in Brasile, dopo aver realizzato due film musicali in Italia, Raggio di sole e Luna rossa. Il primo film della trilogia, Symphonia Colonialis, ha per argomento la musica barocca brasiliana, sconosciuta alla maggior parte delle persone. Il secondo, O trem caipira, è un film senza una sola parola, interamente musicale. La musica, tutta brasiliana, da João Itiberê da Cunha o Heitor Villa-Lobos a Radames Gnattali, commenta scene di vita quotidiana in Brasile, alla ricerca delle origini della musica. Il terzo film della trilogia, Tambores e Deuses si addentra nello spirito, nell'anima brasiliana. Un uomo cieco e un ragazzo di strada attraversano la città di Salvador alla ricerca delle origini, di ciò che lega l'uomo al mondo degli dei.
I suoi lavori più recenti sono i film musicali Palestrina princeps musicae e La rete di Santini, nei quali la musica antica e la polifonia vengono rappresentate visivamente. Ogni voce del coro, come ogni pianeta nell'universo, è indipendente e tuttavia risponde a un ordine superiore - esattamente come accade nelle costellazioni.
Brintrup è membro della European Film Academy.

## Filmografia parziale

### Regista

#### Cortometraggi
- Il parco (Italia 1973)
- I miei miracoli (Meine Wunder) (Italia 1976)
- Monalisa (Italia 1986)
- Enzo Cucchi (Italia 2000-2007)
- La banda (Italia 2002)

#### Lungometraggi
- Regola di gioco per un film sugli anabattisti (Spielregel für einen Wiedertäuferfilm) (Italia/Germania 1975)
- Io sistemo le cose (Ich räume auf) (Germania 1979)
- Penn'a Du (USA 1981)
- Strada Pia (Italia 1983)
- Poemi asolani (Italia 1985)
- Deruta ovvero La pietra filosofale (Italia 1989)
- Symphonia Colonialis (Brasile 1991)
- O Trem Caipira (Brasile 1994)
- Raggio di sole (Italia 1997)
- Luna rossa (Italia 1998)
- Tamburi e Dei (Tambores e Deuses) (Brasile 2001)
- Viva! La banda (Italia 2002)
- Sommer Musik (Italia 2004)
- Palestrina princeps musicae (Italia 2009)
- La rete di Santini (Italia 2013)

### Attore
- Klassenverhältnisse di Jean-Marie Straub e Danièle Huillet (Germania 1983)
- Der Tod des Empedokles di Jean-Marie Straub e Daniele Huillet (Italia 1986)

## Radiodrammi
- 1978: Sola con la mia parola magica (Allein mit meinem Zauberwort) - Annette von Droste-Hülshoff
- 1980: Muoio di vita e rinasco nell’immagine (Ich sterbe am Leben und atme im Bild wieder auf) - Else Lasker-Schüler
- 1982: Fin dove va la mia vita (Bis wohin reicht mein Leben) - Rainer Maria Rilke e Lou Andreas-Salomé
- 1986: Pause del silenzio (Pausen des Schweigens) - Gian Francesco Malipiero
- 1988: Finché diventerò spirito tra gli spiriti (Bis ich Geist bei Geistern werde) - Justinus Kerner
- 1990: Non ho paura - è la paura che ha me (Nicht ich habe Angst - die Angst hat mich) - Gustav Meyrink
- 1991: La tragedia accettata (Die akzeptierte Tragödie) - Graf Hermann Keyserling
- 1992: La natura non si lascia strappare il suo velo (Lässt sich Natur des Schleiers nicht berauben) - Il fenomeno della profezia
- 1993: Tutta la città è di Oxum (Die ganze Stadt gehört Oxum) - Lo spiritismo brasiliano
- 1994: Staccato da tutte le radici (Losgelöst von allen Wurzeln) - Stefan Zweig in Brasile
- 1994: L’amore bilingue (Die zweisprachige Liebe) - Scrittori marocchini
- 1995: Dove le parole finiscono (Wo die Worte aufhören) - Albert Schweitzer
- 1995: Rovinati dal successo (Die am Erfolg scheitern) - Carl Gustav Jung e Sigmund Freud
- 1996: Amor Mundi (Amor Mundi) - Hannah Arendt tra Karl Jaspers e Martin Heidegger
- 1997: L’amore per la vita (Die Liebe zum Lebendigen) - Erich Fromm
- 1998: La rinconquista dell’America (Die Wiederentdeckung Amerikas) - Alexander von Humboldt all’Orinoko
- 1999: Sono pazzo dunque (Ich bin wohl gar verrückt) - Come Hermann Hesse diventò poeta
- 1999: Il potere della madre - lingua (Die Macht der Mutter - Sprache) - L’emancipazione di Elias Canetti
- 2000: Staccare la spina dalla vita (Dem Leben den Stachel nehmen) - Lo stratagemma di Joseph Roth
- 2001: Le tracce creano sogni (Spuren erzeugen Träume) - Marguerite Yourcenar
- 2004: L’isola dei giganti dormienti (Insel der schlafenden Riesen) - Scrittori degli Abruzzi
- 2005: Tener sveglia l’agitazione nel cuore (Die Unruhe im Herzen wachhalten) - Ignazio Silone cristiano senza chiesa, socialista senza partito
- 2006: Prigioniero delle apparenze (Vom Schein gefesselt) - La magia tra scienza e spettacolo